# Melon (album)
Pour les articles homonymes, voir Melon.
Albums de U2
Zooropa
(1993) Original Soundtracks 1
(1995)
Melon: Remixes for Propaganda est un album de remixes du groupe U2 composé de titres de la période Zoo TV (Achtung Baby / Zooropa : 1991-1993) sorti en 1995.
Ce CD a été distribué uniquement aux membres du magazine officiel des fans de U2, Propaganda.

## Liste des titres
Toutes les paroles sont écrites par Bono (excepté "Numb" écrite par The Edge), toute la musique est composée par U2.
| 1.    | Lemon (The Perfecto Mix)                           | Paul Oakenfold & Steve Osborne | 8:57 |
| 2.    | Salomé (Zooromancer Remix)                         | Pete Heller & Terry Farley     | 8:03 |
| 3.    | Numb (Gimme Some More Dignity Mix)                 | Rollo & Rob D                  | 8:47 |
| 4.    | Mysterious Ways (The Perfecto Mix)                 | Paul Oakenfold & Steve Osborne | 7:08 |
| 5.    | Stay (Underdog Mix)                                | Underdog                       | 6:45 |
| 6.    | Numb (The Soul Assassins Mix)                      | Soul Assassins                 | 3:57 |
| 7.    | Mysterious Ways                                    | Massive Attack                 | 4:51 |
| 8.    | Even Better Than the Real Thing (The Perfecto Mix) | Paul Oakenfold & Steve Osborne | 6:39 |
| 9.    | Lemon (Bad Yard Club Mix)                          | David Morales                  | 8:36 |
| 63:42 |                                                    |                                |      |

### Vinyle promotionnel
En plus de l'album édité en CD, Island Records a également commercialisé un vinyle 12" pour les DJ.
| No | Titre                              | Durée |
| -- | ---------------------------------- | ----- |
| 1. | Salomé (Zooromancer remix)         | 8:02  |
| 2. | Lemon (Bad Yard Club mix)          | 8:36  |
| 3. | Numb (the Soul Assassins mix)      | 3:58  |
| 4. | Numb (Gimme Some More Dignity mix) | 8:47  |

## Crédits
- Bono – chant
- The Edge – guitare, claviers, chœurs
- Adam Clayton – basse
- Larry Mullen, Jr. – batterie

- Nick Angel – production